# Раструб (ботаника)

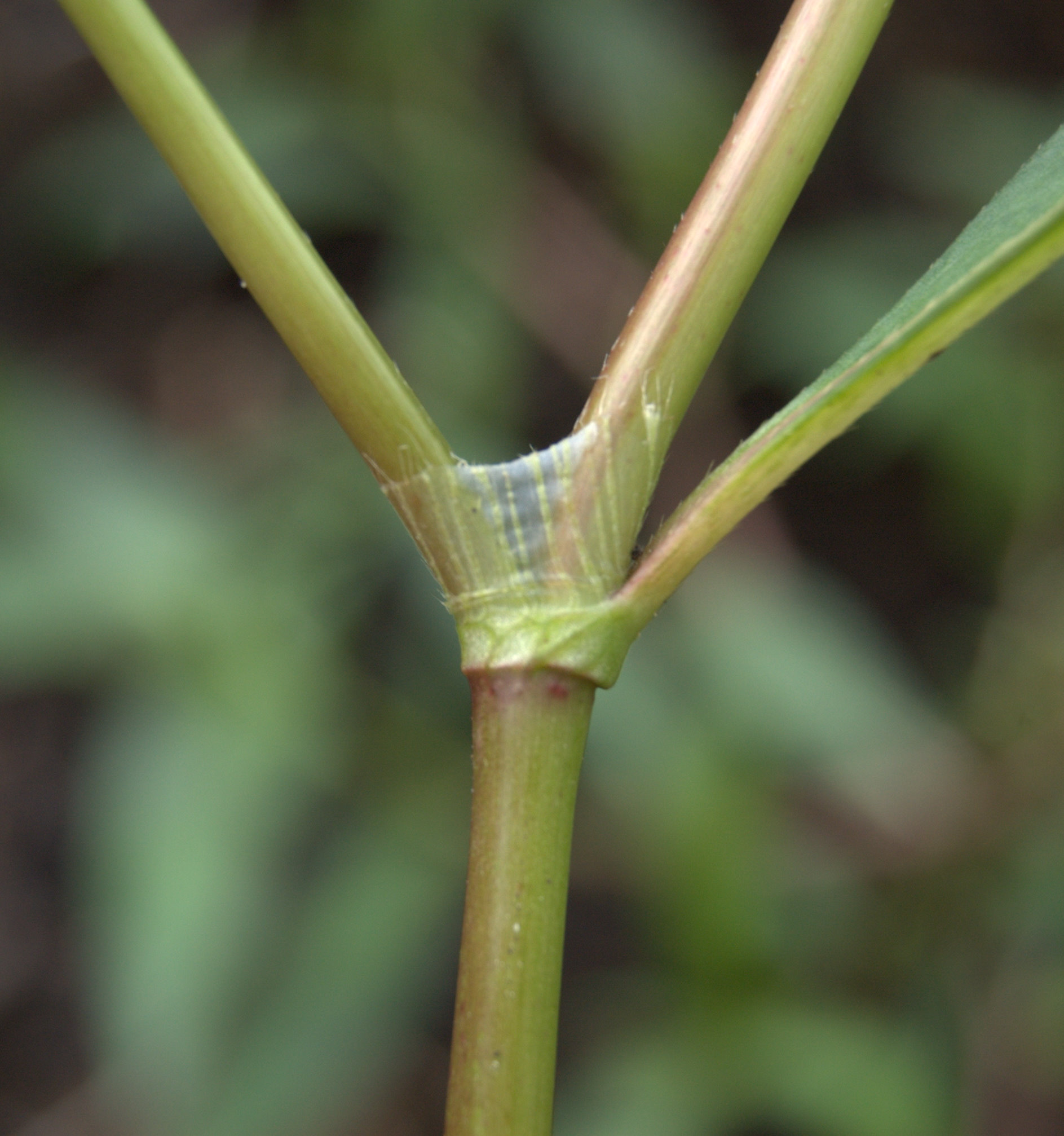
Раструб Горец почечуйный|горца почечуйного (Persicaria maculosa)

Растру́б (лат. Ochrea) — в ботанике растительная структура, образуемая прилистниками, срастающимися вокруг стебля наподобие футляра. Наличие такой структуры является характерным признаком семейства Гречишные (лат. Polygonaceae).
Этот термин впервые употребил Карл Людвиг Вильденов в своей работе Grundriß der Kräuterkunde zu vorlesungen, entworfen von D. Carl Ludwig Willdenow (Берлин, 1792).
Касательно семейства Пальмовые (лат. Palmaceae) этот термин обозначает расширение листового влагалища за место прикрепления черешка.